# Bill Everett
William Blake Everett (/ˈɛvərɪt/; ur. 18 maja 1917, zm. 27 lutego 1973) – amerykański scenarzysta i twórca komiksów, najbardziej znany ze stworzenia Namora, a także ze współtworzenia postaci Zombie oraz Daredevila wspólnie ze Stanem Lee dla Marvel Comics. Podobno był potomkiem bezdzietnego poety Williama Blake'a i Richarda Everetta, założyciela Dedham w stanie Massachusetts.